# Liste kanadischer Flaggen
Diese Liste enthält in Kanada verwendete Flaggen.

## Nationalflagge
| Flagge | SV  | Datum     | Verwendung             | Beschreibung |
| ------ | --- | --------- | ---------------------- | --- |
|        | 1:2 | seit 1965 | Nationalflagge Kanadas | rot grundierte Flagge mit einem mittigen weißen Quadrat, auf dem ein 11-zackiges rotes Zuckerahornblatt abgebildet ist |

## Königliche und vizekönigliche Flaggen
| Flagge | SV  | Datum     | Verwendung                                              | Beschreibung                                                                                              |
| ------ | --- | --------- | ------------------------------------------------------- | --- |
|        | 1:2 | —         | Kanadischer Royal Standard                              | Wappen Kanadas in Bannerform                                                                              |
|        | 1:2 | seit 2002 | Flagge des Generalgouverneurs von Kanada                | auf blauem Feld ein gekrönter Löwe, der ein Ahornblatt hält                                               |
|        | 1:2 | —         | Flagge des Vizegouverneurs von Nova Scotia              | die Union Flag mit dem Wappen von Nova Scotia, umgeben von einer Kette aus grünen Ahornblättern           |
|        | 1:2 | —         | Flagge des Vizegouverneurs von New Brunswick            | auf blauem Feld das gekrönte Wappen von New Brunswick, umgeben von zehn goldenen Ahornblättern            |
|        | 1:2 | —         | Flagge des Vizegouverneurs von Québec                   | auf blauem Feld eine weiße Scheibe mit dem Wappen von Québec                                              |
|        | 1:2 | —         | Flagge des Vizegouverneurs von Ontario                  | auf blauem Feld das gekrönte Wappen von Ontario, umgeben von zehn goldenen Ahornblättern                  |
|        | 1:2 | —         | Flagge des Vizegouverneurs von Manitoba                 | auf blauem Feld das gekrönte Wappen von Manitoba, umgeben von zehn goldenen Ahornblättern                 |
|        | 1:2 | —         | Flagge des Vizegouverneurs von British Columbia         | auf blauem Feld das gekrönte Wappen von British Columbia, umgeben von zehn goldenen Ahornblättern         |
|        | 1:2 | —         | Flagge des Vizegouverneurs von Prince Edward Island     | auf blauem Feld das gekrönte Wappen von Prince Edward Island, umgeben von zehn goldenen Ahornblättern     |
|        | 1:2 | —         | Flagge des Vizegouverneurs von Saskatchewan             | auf blauem Feld das gekrönte Wappen von Saskatchewan, umgeben von zehn goldenen Ahornblättern             |
|        | 1:2 | —         | Flagge des Vizegouverneurs von Alberta                  | auf blauem Feld das gekrönte Wappen von Alberta, umgeben von zehn goldenen Ahornblättern                  |
|        | 1:2 | —         | Flagge des Vizegouverneurs von Neufundland und Labrador | auf blauem Feld das gekrönte Wappen von Neufundland und Labrador, umgeben von zehn goldenen Ahornblättern |

## Flagge der Provinzen und Territorien
| Flagge | SV   | Datum     | Verwendung                          | Beschreibung |
| ------ | ---- | --------- | ----------------------------------- | --- |
|        | 1:2  | seit 1858 | Flagge von Nova Scotia              | ein Banner des Wappens von Nova Scotia, bestehend aus einem blauen Andreaskreuz auf weißem Grund und dem Wappen Schottlands mit einem roten Löwen auf goldenem Grund |
|        | 2:3  | seit 1948 | Flagge von Québec                   | ein weißes Kreuz auf blauem Feld, mit weißen fleurs-de-lys in den vier Quadranten                                                                                    |
|        | 3:5  | seit 1960 | Flagge von British Columbia         | ein Banner des Wappens von British Columbia, bestehend aus einer Union Flag mit Krone, über weiß-blauen Wellen mit der aufgehenden Sonne                             |
|        | 2:3  | seit 1964 | Flagge von Prince Edward Island     | ein Banner des Wappens von Prince Edward Island, das im oberen Drittel einen goldenen Leoparden zeigt, darunter eine große und drei kleine Eichen                    |
|        | 1:2  | seit 1965 | Flagge von Manitoba                 | ein Red Ensign mit dem Wappen von Manitoba |
|        | 5:8  | seit 1965 | Flagge von New Brunswick            | ein Banner des Wappens von New Brunswick, das im oberen Drittel einen goldenen Leoparden zeigt, darunter eine antike Galeere mit Segel und Ruderriemen               |
|        | 1:2  | seit 1965 | Flagge von Ontario                  | ein Red Ensign mit dem Wappen von Ontario |
|        | 1:2  | seit 1968 | Flagge von Alberta                  | das Wappen von Alberta auf blauem Grund |
|        | 1:2  | seit 1969 | Flagge von Saskatchewan             | grün-gelb geteilt, mit dem Wappen von Saskatchewan im oberen Liek und einer Lilium philadelphicum im Flugteil                                                        |
|        | 1:2  | seit 1980 | Flagge von Neufundland und Labrador | blaue Dreiecke symbolisieren die Union Flag, die roten Dreiecke stehen für die beiden Teile der Provinz und der goldene Pfeil soll in eine leuchtende Zukunft zeigen |
|        | 1:2  | seit 1968 | Flagge von Yukon                    | eine grün-weiß-blaue Trikolore mit dem Wappen von Yukon im mittleren Feld                                                                                            |
|        | 1:2  | seit 1969 | Flagge der Nordwest-Territorien     | blaues Feld mit einem „kanadischen Pfahl“ (weißer Streifen, der die Hälfte der Flaggenbreite einnimmt), mit dem Wappen der Nordwest-Territorien                      |
|        | 9:16 | seit 1999 | Flagge von Nunavut                  | gelb-weiß gespalten mit einem roten Inuksuk in der Mitte und einem blauen fünfzackigen Stern im oberen Flugteil                                                      |

## Militärische Flaggen
| Flagge | SV  | Datum | Verwendung                                      | Beschreibung                                                                                         |
| ------ | --- | ----- | ----------------------------------------------- | --- |
|        | 1:2 | —     | Flagge der vereinigten kanadischen Streitkräfte | eine White Ensign mit der Flagge Kanadas in der Gösch und dem Abzeichen der Streitkräfte im Flugteil |
|        | 1:2 | —     | Flagge der Royal Canadian Navy                  | eine White Ensign mit der Flagge Kanadas in der Gösch und dem Abzeichen der Marine im Flugteil       |
|        | 1:2 | —     | Flagge der Royal Canadian Army                  | ein Red Ensign mit der Flagge Kanadas in der Gösch und dem Abzeichen des Heers im Flugteil           |
|        | 1:2 | —     | Flagge der Royal Canadian Air Force             | eine Blue Ensign mit der Flagge Kanadas in der Gösch und dem Emblem der Luftwaffe im Flugteil        |

## Historische Nationalflaggen
| Flagge | SV  | Datum     | Verwendung            | Beschreibung                                                                                            |
| ------ | --- | --------- | --------------------- | --- |
|        | 1:2 | 1957–1965 | Kanadische Red Ensign | die kanadische Red Ensign mit dem Wappen Kanadas (rote Ahornblätter)                                    |
|        | 1:2 | 1921–1957 | Kanadische Red Ensign | die kanadische Red Ensign mit dem Wappen Kanadas (grüne Ahornblätter), leicht veränderte Form der Harfe |
|        | 1:2 | 1868–1921 | Kanadische Red Ensign | die kanadische Red Ensign mit den Wappen der vier ursprünglichen Provinzen                              |
|        | 1:2 | 1801–1965 | britische Union Flag  | war de jure die Königsflagge Kanadas                                                                    |

## Historische Gouverneursflaggen
| Flagge | SV  | Datum     | Verwendung                    | Beschreibung |
| ------ | --- | --------- | ----------------------------- | --- |
|        | 1:2 | 1999–2002 | Flagge des Generalgouverneurs | vom damaligen Generalgouverneur Roméo LeBlanc angeordnete Änderung; die Klauen und die ausgestreckte Zunge wurden entfernt, um die Flagge „höflicher“ aussehen zu lassen |
|        | 1:2 | 1931–1981 | Flagge des Generalgouverneurs | ein auf der Edwardskrone stehender Löwe, darunter der Schriftzug „Canada“                                                                                                |

## Inoffizielle Flaggen
| Flagge | SV  | Datum     | Verwendung                                        | Beschreibung |
| ------ | --- | --------- | ------------------------------------------------- | --- |
|        | 1:2 | 1840–1931 | Flagge Neufundlands                               | grün-weiß-rosa Trikolore; |
|        | 2:3 | 1884      | Flagge der Akadier                                | blau-weiß-rote Trikolore mit einem goldenen Stern in der linken oberen Ecke                                                        |
|        | 2:3 | 1938      | Flagge der Region Saguenay-Lac-Saint-Jean         | grün-gelb geteilt mit grauem rotumrandetem Kreuz über die gesamte Breite                                                           |
|        | 1:2 | 1964      | Lester Pearsons Vorschlag für neue Nationalflagge | blaues Feld mit weißem Quadrat, darin drei Ahornblätter (Pearson Pennant)                                                          |
|        | 1:2 | 1974      | Flagge Labradors                                  | drei horizontale Streifen in den Farben Weiß, Dunkelgrün und Hellblau, mit einem grünen Fichtenzweig in der linken oberen Ecke     |
|        | 1:2 | 1975      | Flagge der Franko-Ontarier                        | grün-weiß geteilt, mit grünem fleur-de-lys und weißem Trilium                                                                      |
|        | 3:5 | 1976      | Flagge der Fransaskois                            | grünes, in der oberen linken Ecke zentriertes Kreuz auf gelbem Feld mit roter fleur-de-lys im unteren Flugteil                     |
|        | 1:2 | 1980      | Flagge der Franko-Manitobaner                     | weiß-gelb-rot gestreift (weißer Streifen 2/3 der Höhe) mit grünem Pflanzenemblem im Liek                                           |
|        | 1:2 | 1981      | Flagge der Franko-Kolumbianer                     | zwei blaue wellenartige Streifen mit stylisierter fleur-de-lys und Hartriegelblüte auf weißem Grund                                |
|        | 5:8 | 1982      | Flagge der Franko-Albertaner                      | blau-weiß schräg gespalten, Mittelstreifen mit vertauschten Farben, mit weißer fleur-de-lys und roten Rosa acicularis              |
|        | 1:2 | 1985      | Flagge der Franko-Yukoner                         | blaues Feld mit drei schrägen Streifen, die zwei äußeren weißen Streifen sind viermal breiter als der mittlere goldbraune Streifen |
|        | 3:5 | 1986      | Flagge der Franko-Neufundländer                   | drei ungleich große, schräg geteilte Feldern in Blau, Weiß und Rot, mit gelbem Segel auf dem weißen und dem roten Feld             |
|        | 2:3 | 1992      | Flagge der Franko-Tenois                          | Schneehügel mit Eisbär vor blauem Himmel, im oberen Flugteil eine Kombination aus fleur-de-lys und Schneeflocke                    |
|        | 3:5 | 2002      | Flagge der Franko-Nunavuter                       | blau-weiß geteilt mit grauem Inuksuk in einem weiß umrandenten (igluförmigen) blauen Feld                                          |
|        | 2:3 | 2005      | Flagge von Nunatsiavut                            | weiß-grün-blau gestreiftes Inuksuk                                                                                                 |
|        | 1:2 | ?         | Flagge von Vancouver Island                       | Flagge der ehemaligen Kolonie, eine Blue Ensign mit dem Kolonialabzeichen                                                          |